# فیوز حرارتی
فیوز حرارتی یا ترموفیوز محافظ حرارتی است که در دستگاه‌هایی که المنت و موتور الکتریکی وجود دارد مورد استفاده قرار می‌گیرد. کار اصلی ترموفیوز این است که به صورت سری در مدار قرار می‌گیرد و زمانی که دما بیش از حد بالا برود می‌سوزد این باعث می‌شود از سوختن موتور الکتریکی یا ایجاد آتش‌سوزی جلوگیری شود.

## کاربردها
- یخچال فریزر، فریز پایین یا Bottom freezer
- یخچال فریزر دوقلو
- یخچال فریزر ساید بای ساید Side by side
- یخچال فریزر در فرانسوی یا فرنچ دور French door
- یخچال فریزر، فریز بالا یا Top freezer
- دستگاه‌های پخت‌وپز برقی
- ماشین‌های ظرفشویی
- موتورهای الکتریکی